# Lentigione
Lentigione è una frazione del comune di Brescello che si trova a circa 6 km dal capoluogo in direzione sud-ovest, lungo la Strada statale 62 della Cisa.

## Storia
Il toponimo esprime il legame dell'abitato con il torrente Enza, (Lenzón, accrescitivo di Enza in dialetto) la frazione è infatti posta sulla sponda reggiana del torrente, al confine con la provincia di Parma. La zona, un tempo in gran parte paludosa, Venne bonificata e "centuriata" già nel periodo dell'Antica Roma, da famiglie di barbari romanizzati e successivamente da monaci benedettini.
Nel tempo il paese seguì, nel bene e nel male, le sorti della vicina e importante Brescello. La comunità nativa, formata da poche famiglie, mantenne fino ai giorni nostri un suo ben distinto modo di vivere, di gestire comunemente ed in modo solidale le sorti del paese.
Ne è prova il dialetto che si differenzia da quello dei paesi vicini.

### Sviluppo urbanistico
Lentigione era tutto raccolto nei dintorni della piazza, c’era qualche casa all’inizio di Via Imperiale, Inferiore e Superiore, qualcuna lungo il primo tratto di Via della Chiesa e poi c’era il Borgo, dalla piazza fino all’argine, ma con le case limitate solo al lato sinistro, andando verso l’Enza, mentre sull’altro lato, aldilà del viale alberato, c’erano solo campi coltivati. Tra le case lungo il Borgo c’era il Teatro, dove venivano vano proiettate vecchie pellicole, in occasione delle fiere e delle principali festività, o quando qualcuno si improvvisava impresario teatrale e vi rischiava un po’ di soldi.

All’inizio degli anni cinquanta del secolo scorso, quindi, il paese era molto più piccolo dall’attuale. 

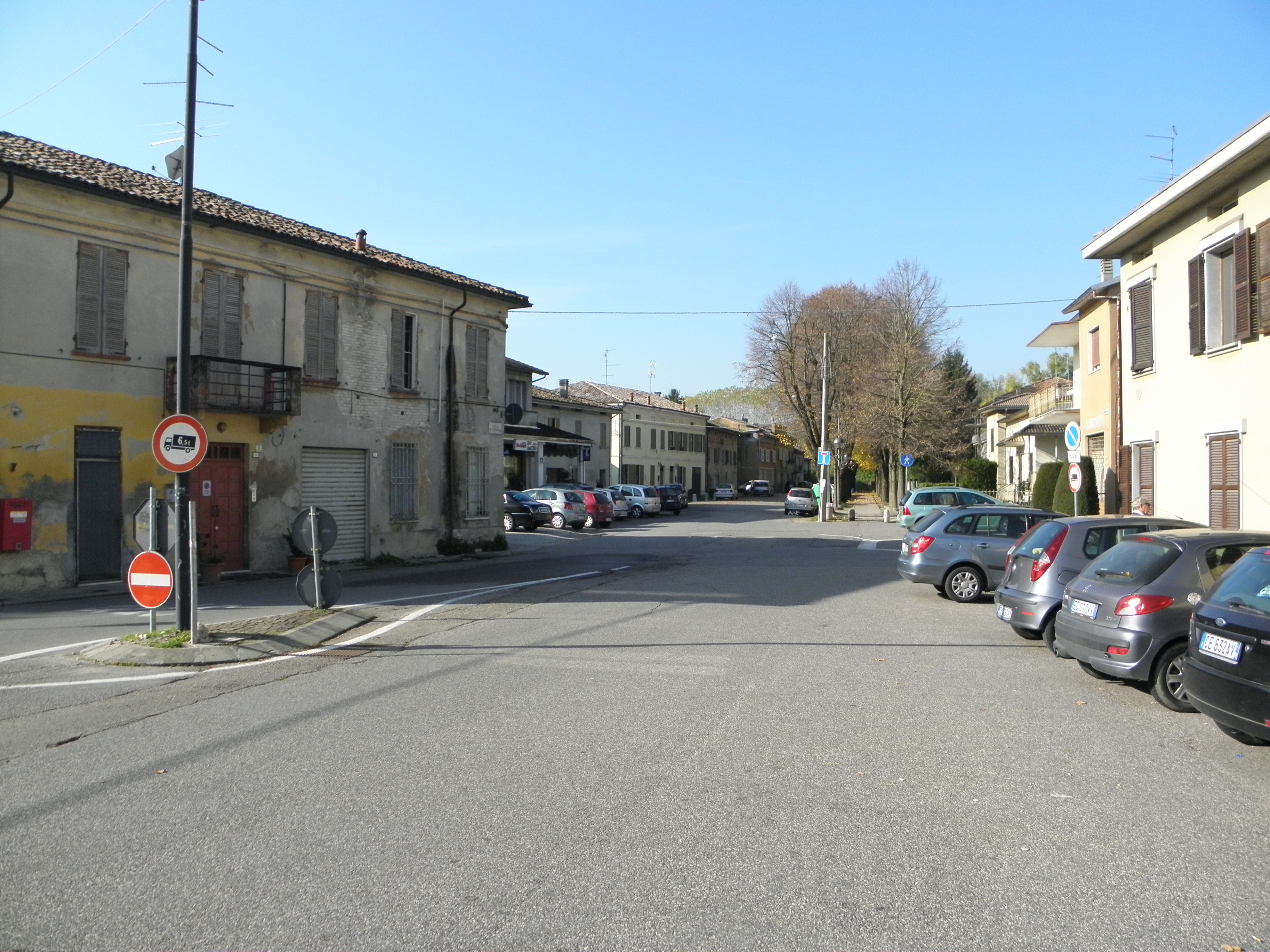
Piazza Di Lentigione

Le prime abitazioni di nuova costruzione sorsero, sul finire degli anni ’50, in fregio a Via della Chiesa, dove, con il passar degli anni, arrivarono fin verso la stazione ferroviaria, ma fu solo all’inizio degli anni ‘70 che lo sviluppo urbanistico di Lentigione ebbe un impulso decisivo dalla lottizzazione del fondo agricolo dell’E.C.A., che corrispondeva, grosso modo, all’attuale parte nuova del paese compresa tra Via Imperiale Inferiore e l’Enza.

### Alluvione del 2017
Fenomeni meteorologici di particolare intensità hanno interessato, nei giorni dal 10 al 12 dicembre 2017, diverse zone della regione Emilia-Romagna, causando ingenti danni. Le piogge hanno colpito soprattutto la parte montana dei bacini dei fiumi Trebbia, Taro, Parma, Enza, Secchia, Panaro e parzialmente del Reno, e hanno fatto registrare valori di pioggia cumulata nelle 48 ore.
Nella prima mattina del giorno 12 si è verificato il sormonto in tre punti vicini sull’argine destro del fiume Enza che ha portato al successivo cedimento dell’argine stesso, allagando tutto l'abitato di Lentigione.
Nello stesso giorno si è provveduto all'evacuazione del paese, le persone hanno alloggiato nei paesi vicini o nel centro Kaleidos di Poviglio, allestito proprio per tale emergenza.
Nei giorni successivi sono partite le operazioni di ripulitura e restauri delle case.
La chiesa venne pulita il giorno dopo, vennero rimossi gli arredi, che altrimenti sarebbero stati rovinati dall'elevato tasso di umidità.
Il paese rimase senza corrente per 5 giorni consecutivi, questo provocò un disguido alle attività produttive e di vendita/rivendita, ma anche ai lentigionesi che dovettero utilizzare dei generatori per alimentare gli attrezzi che vennero utilizzati per ripulire le abitazioni.

## Monumenti e luoghi d'interesse
- A breve distanza, percorrendo verso nord la strada Imperiale, è presente un oratorio settecentesco Adiacente a questa si può visitare lo storico Presepe artistico.
- In località San Giorgio, luogo di riprese del primo film di Don Camillo (Film 1952), svetta una torre millenaria a testimonianza dell'importanza che il paese ha avuto in passato.

### Chiesa di Santa Maria Annunziata
Alcune fonti bibliografiche citano documenti del 1354 in cui la chiesa di Santa Maria di Bersanello risulta citata in documenti del 1354 come appartenente al Plebanato di Sorbolo nella diocesi di Parma. Recenti argomentazioni sembrano confutare l'ipotesi che Bersanello fosse l'odierna Lentigione. È probabile che si trattasse di una località poco distante oggi conosciuta come Ghiarole. Ciò considerato, se non si dovesse accettare il 1354 come data di esistenza della chiesa si dovrebbe necessariamente prendere in considerazione il 1490, anno dal quale ha inizio l'elenco dei parroci riportato dal Mori. La chiesa appartenne per molto tempo all'abate di San Pietro in Cielo d'Oro di Pavia. Nel 1564 è documentata la sua dipendenza dal vescovo di Parma.

La chiesa parrocchiale della Santissima Annunziata sorge isolata. Un ampio sagrato la separa da un quadrivio di strade. Il suo nucleo originario potrebbe risalire al XV secolo, ma si presume che le linee architettoniche dell'interno siano riconducibili ad interventi compiuti nella seconda metà del XIX secolo. Sulla facciata, è Presente un'iscrizione Che Cita: "FRONS INSTAVRATA IN AUGUSTAM HANC FORMAM A.D.N.MCMI" l'iscrizione è facile da capire e significa: "FACCIATA RESTAURATA IN QUESTA FORMA MAESTOSA L'ANNO DI NOSTRO SIGNORE 1901". La Facciata è stata concepita secondo criteri che tengono conto, seppur in modo piuttosto contratto, degli effetti luminosi prodotti dal gioco di rientri e sporgenze dato dalle lesene e dai piani retrostanti. Tale gioco è particolarmente evidente nel livello inferiore. Quello superiore invece presenta una maggiore ricchezza decorativa culminante nel bassorilievo dell'Annunciazione 

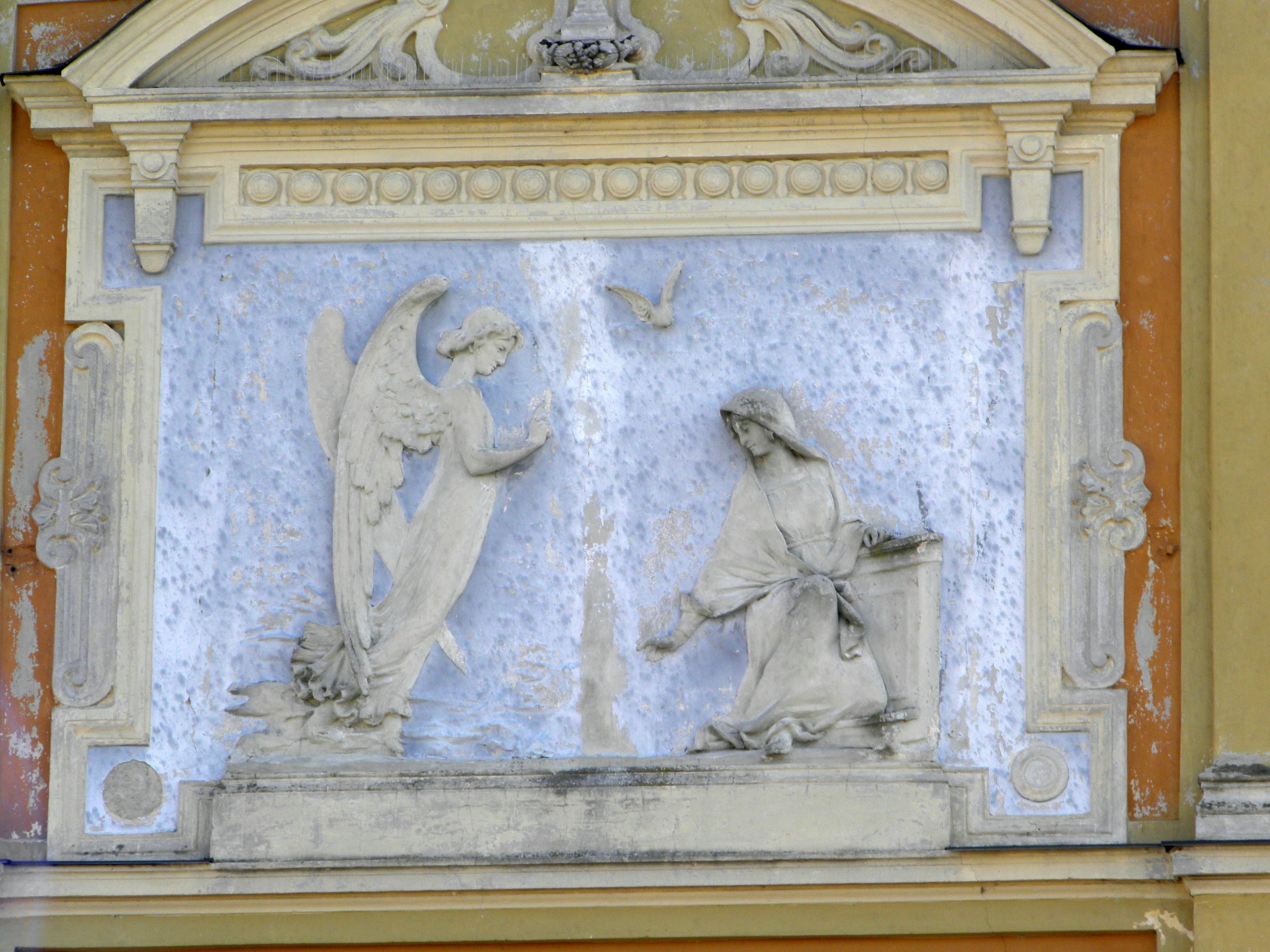

inserito entro una cornice con frontone spezzato. Sotto il profilo planimetrico la chiesa è costituita da un'unica aula sulla quale si aprono tre cappelle per lato, rialzate di un gradino e comunicanti tra di loro. Quella vicino al presbiterio dalla parte dell'Epistola custodisce il SS. Sacramento ed è leggermente sporgente rispetto al perimetro murario. Ai lati dell'ingresso sono presenti due vani adibiti l'uno alla custodia di statue devozionali (lato sinistro) e l'altro al sacramento della penitenza (lato destro). Il presbiterio è rialzato di tre gradini rispetto al piano della navata. Al centro vi è collocata una moderna mensa. La composizione termina nel coro absidato al centro del quale è appeso il dipinto del brescellese Carlo Zatti (1809-1899) raffigurante l'Annunciazione (1853). Sul lato nord la chiesa è collegata direttamente alla canonica. A sud è posto il campanile con cella a monofore e copertura cuspidata. Poco sotto l'orologio è presente un'iscrizione: " A Ricordo Perenne // Della Consacrazione // del rinnovato concerto // e della inaugurazione // Del nuovo castello // Compiuta da sua ECCELLENZA // MONS. ANGELO ZAMBARBIERI // IL 2-6-1959 // Il popolo di Lentigione // Col Parroco Sac. Firmino Scaravelli // Plaude Riconoscente // Al Cav. Casimiro Allodi // Donatore Munifico."

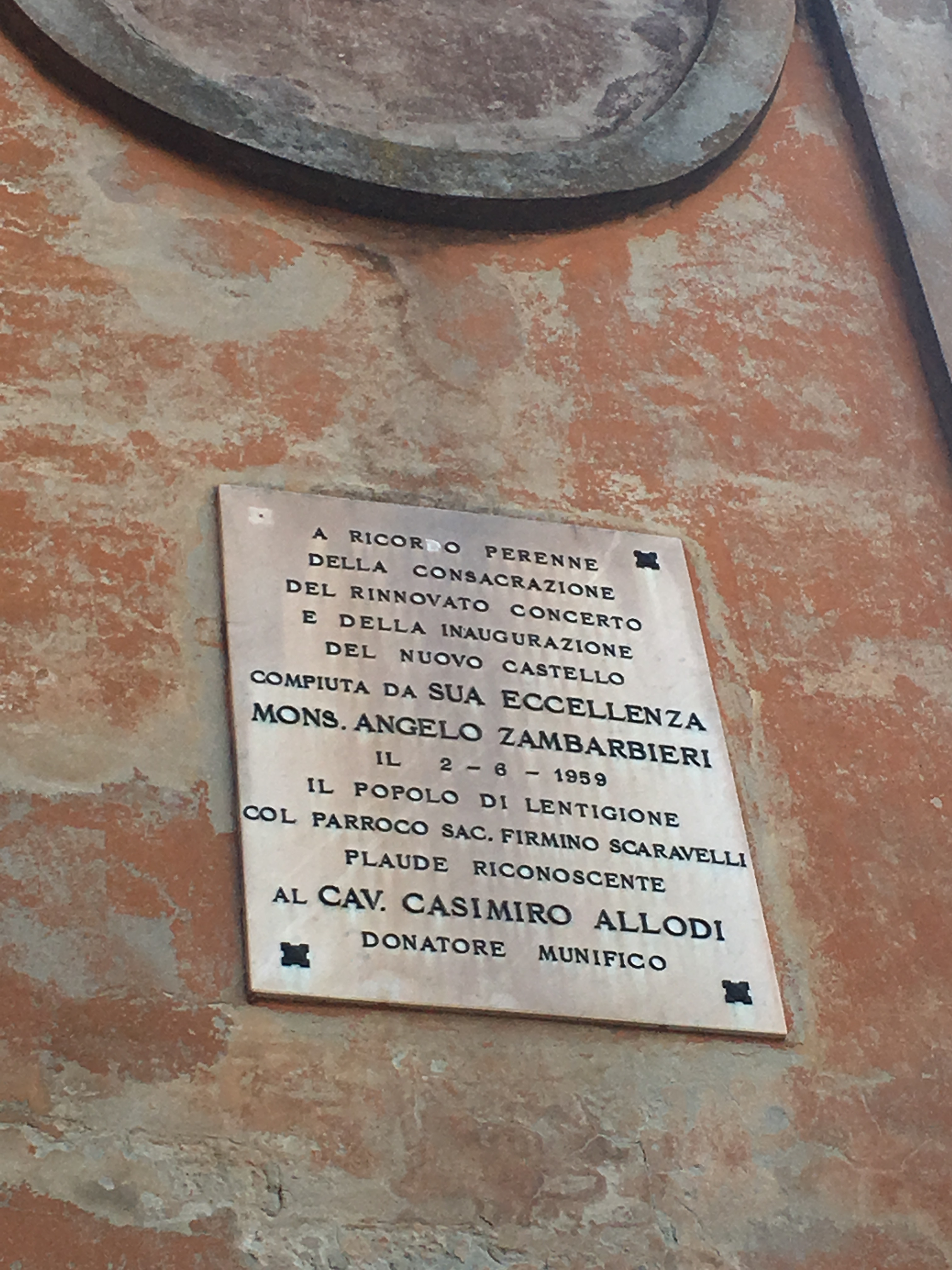

Il momento più difficile, del campanile di Lentigione, fu sicuramente quello vissuto durante i terribili giorni che precedettero la fine della II Guerra Mondiale.
Già domenica 22 aprile 1945, Lentigione era stato invaso da colonne di tedeschi che, impossibilitati a proseguire perché il ponte di Sorbolo era stato distrutto, erano dilagati per il paese.
Il via a vai continuo di camion, auto, moto, cavalli, ecc. continuò Fino al pomeriggio di lunedì, quando cominciò a circolare la voce che stavano arrivando gli Americani. Verso le 15, infatti, iniziarono a passare sulla statale i primi mezzi, che ben presto diventarono lunghe autocolonne. Il panico dilagò fra le file tedesche, alla disperata ricerca di una via di fuga inesistente. Forse fu proprio per coprirsi la ritirata che i tedeschi piazzarono, in via della Chiesa, a duecento metri dalla parrocchiale, verso il cimitero, un autocarro zeppo di esplosivo.
Alle 17 precise il camion fu fatto brillare e si scatenò l’inferno: crollarono le case vicine, crollò la volta del coro e il presbiterio della chiesa, il tetto fu sconvolto, i muri si riempirono di crepe e nel crollo della volta andò in frantumi l’altare maggiore. La canonica subì il crollo di muri ed ebbe il tetto molto danneggiato. Patì seri danni anche il campanile, che allora aveva la cuspide tondeggiante
il 3 giugno 1959 con il decreto del presidente della repubblica n.508, sulla proposta del ministro dell'interno, viene soppressa la Fabbriceria della Chiesa Parrocchiale di Santa Maria Annunziata in Lentigione di Brescello

## Economia
A Lentigione si trova la sede dell'Immergas, azienda del settore termotecnico. L'impianto industriale si estende su una superficie di oltre 50 000 metri quadri ed occupa circa 700 dipendenti.
Altre aziende sono presenti sul territorio: Bergo Lavorazione Lamiere, FT, Autozatti, Oleomarket e Terex.

## La prugna zucchella
Lentigione detiene un primato nella produzione e valorizzazione della prugna zucchella.
La pianta, è stata introdotta e valorizzata durante la permanenza della duchessa di Parma Maria Luigia, moglie di Napoleone.

## Infrastrutture e trasporti
Lentigione è attraversata dalla linea ferroviaria Parma-Suzzara ed è servita dall'omonima fermata.

## Sport
Il Lentigione è la squadra di calcio della frazione. Essa disputa le proprie gare interne al campo "Levantini", situato all'interno dell'impianto sportivo polifunzionale di Lentigione. 
La squadra, dalla stagione 2015/16 milita in Serie D. Ha come miglior risultato il 3° posto nella stagione 2021/2022 dietro solo a Rimini e Ravenna.